# Oleksandrivka (Codâma), Bârzula
Oleksandrivka (în ucraineană Олександрівка) este un sat în comuna Codâma din raionul Bârzula, regiunea Odesa, Ucraina.

## Demografie
Componența lingvistică a localității Oleksandrivka
     Ucraineană (92,27%)
     Rusă (4,64%)
     Română (1,03%)
     Belarusă (1,03%)
     Alte limbi (0,52%)
Conform recensământului din 2001, majoritatea populației localității Oleksandrivka era vorbitoare de ucraineană (92,27%), existând în minoritate și vorbitori de rusă (4,64%), română (1,03%) și belarusă (1,03%).